# Alberto Angulo
Pour les articles homonymes, voir Angulo.
Francisco Alberto Angulo Espinosa, né le 12 juin 1970 à Saragosse, en Espagne, est un joueur puis entraîneur espagnol de basket-ball, évoluant au poste de meneur.

## Carrière

### Palmarès
- Finaliste du championnat d'Europe 1999